# كونستانتين باتيقن
كونستانتين باتيقن (بالروسية: Константин Батыгин) هو عالم فلك روسي وأستاذ مساعد في علوم الكواكب في معهد كاليفورنيا للتقنية. في عام 2015 كان على قائمة العلماء الثلاثين تحت سن الثلاثين الذين يغيرون العالم. 

## اقرأ أيضًا
- مايكل براون
- الكوكب 9
- معهد كاليفورنيا للتقنية